# La Couronne (montagne)
Pour les articles homonymes, voir La Couronne.
La Couronne, ou mont Pelé, est un sommet montagneux de l'île de la Basse-Terre, en Guadeloupe.
Cette montagne culmine à 750 mètres d'altitude et se trouve à la limite des communes de Pointe-Noire et de Sainte-Rose.

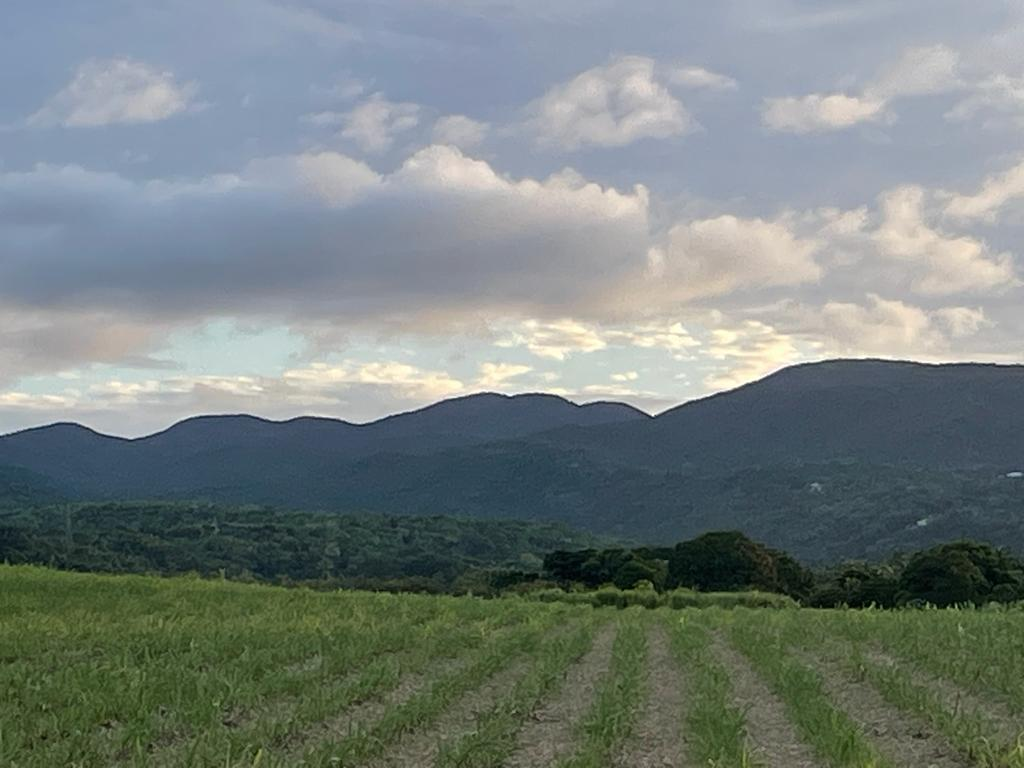
Vue de la Couronne à partir des chemins de Bellevue à Sainte-Rose.